# Caryophyllia hawaiiensis
Caryophyllia hawaiiensis är en korallart som beskrevs av Vaughan 1907. Caryophyllia hawaiiensis ingår i släktet Caryophyllia och familjen Caryophylliidae. Inga underarter finns listade i Catalogue of Life.